# Castorama (equipo ciclista)

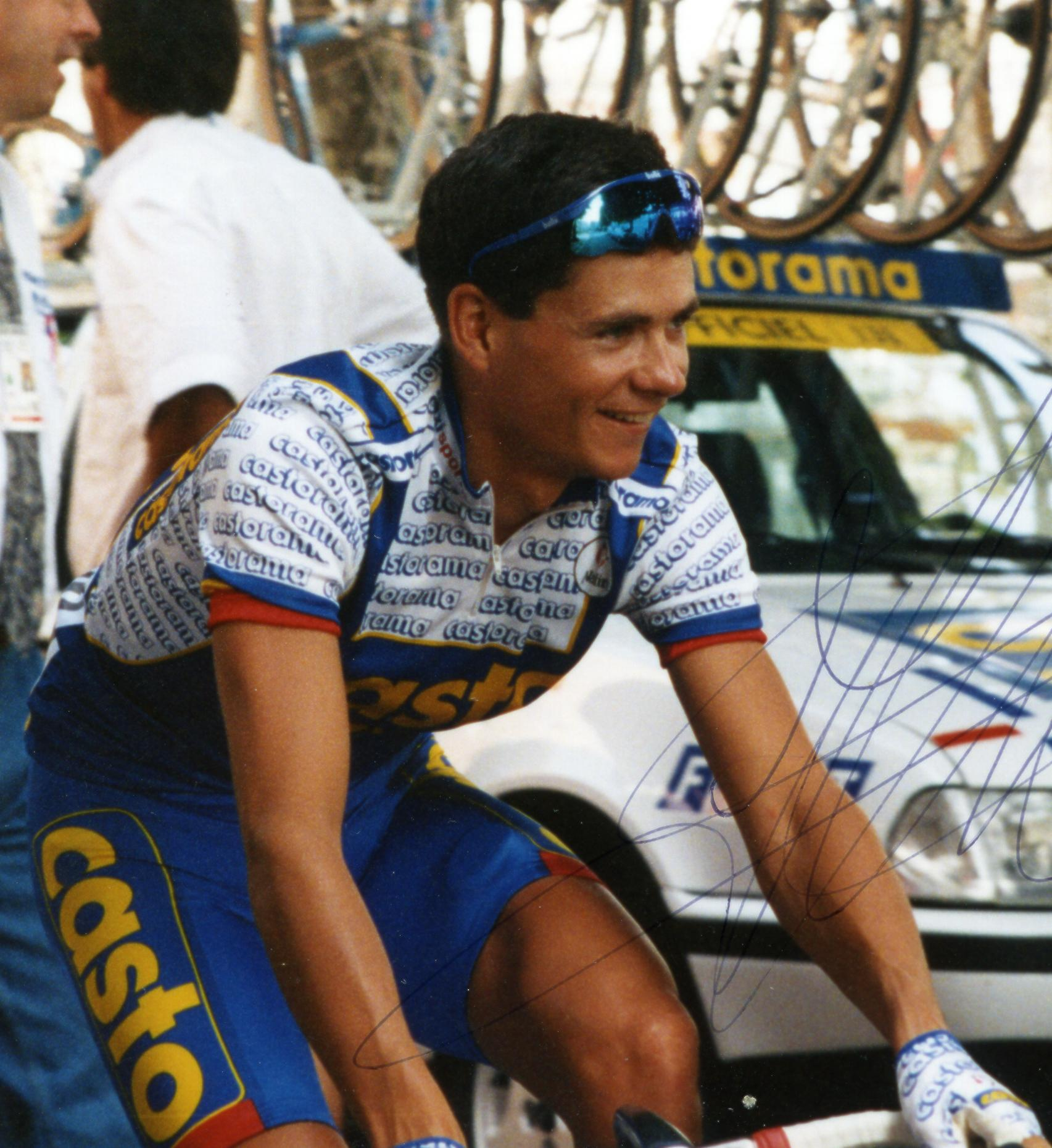
Jean-Cyril Robin con el mallot del Castorama

El equipo Castorama fue un equipo ciclista francés que compitió profesionalmente entre el 1990 y 1995. Fue el sucesor del antiguo equipo Système U.

## Principales resultados
- Critérium Internacional: Laurent Fignon (1990)
- Tour de Flandes: Jacky Durand (1992)
- Tour del Porvenir: Thomas Davy (1993), Emmanuel Magnien (1995)
- Clásica de San Sebastián: Armand de Las Cuevas (1994)

### A las grandes vueltas
- Vuelta a España
  - 0 participaciones
  - 0 victorias de etapa:

- Tour de Francia
  - 6 participaciones (1990, 1991, 1992, 1993, 1994, 1995)
  - 7 victorias de etapa:
    - 1 el 1990: Thierry Marie
    - 2 el 1991: Thierry Marie (2)
    - 2 el 1992: Dominique Arnould, Thierry Marie
    - 1 el 1994: Jacky Durand
    - 1 el 1995: Jacky Durand

  - 0 clasificación secundaria:

- Giro de Italia
  - 6 participaciones (1990, 1991, 1992, 1993, 1994, 1995)
  - 3 victoria de etapa:
    - 2 el 1992: Thierry Marie, François Simon
    - 1 el 1994: Armand de Las Cuevas

## Clasificaciones UCI
| Temporada | Clasificación por equipos | Mejor ciclista en la clasificación individual |
| --------- | ------------------------- | --------------------------------------------- |
| 1995      | 16.º                      | Armand de Las Cuevas (60.º)                   |